# Блондель, Ален
Ален Блондель (фр. Alain Blondel; род. 7 декабря 1962, Ле-Пети-Кевийи) — французский легкоатлет, специалист по многоборьям. Выступал за сборную Франции по лёгкой атлетике в 1986—1995 годах, чемпион Европы, победитель Кубка Европы в командном зачёте, участник двух летних Олимпийских игр.

## Биография
Ален Блондель родился 7 декабря 1962 года в городе Ле-Пети-Кевийи департамента Приморская Сена.
Впервые заявил о себе в десятиборье на взрослом международном уровне в сезоне 1986 года, когда вошёл в основной состав французской национальной сборной и выступил на чемпионате Европы в Штутгарте, где с результатом в 8185 очков занял итоговое восьмое место.
В 1987 году стал седьмым на чемпионате мира в Риме.
Благодаря череде удачных выступлений удостоился права защищать честь страны на летних Олимпийских играх 1988 года в Сеуле — набрал в сумме всех дисциплин десятиборья 8268 очков, расположившись в итоговом протоколе соревнований на шестой строке.
В 1990 году на чемпионате Европы в Сплите занял пятое место.
В 1991 году на Кубке Европы по легкоатлетическим многоборьям в Хелмонде выиграл бронзовую медаль в личном зачёте и помог своим соотечественникам стать серебряными призёрами командного зачёта. На чемпионате мира в Токио занял 13-е место.
Выполнив олимпийский квалификационный норматив и одержав победу на чемпионате Франции в Нарбоне, благополучно прошёл отбор на Олимпийские игры 1992 года в Барселоне — на сей раз с результатом в 8031 очко занял итоговое 15-е место.
После барселонской Олимпиады Блондель остался в составе французской легкоатлетической команды на ещё один олимпийский цикл и продолжил принимать участие в крупнейших международных стартах. Так, в 1993 году он отметился выступлением на чемпионате мира в помещении в Торонто, на Кубке Европы в Оулу выиграл бронзовую и золотую медали в личном и командном зачётах соответственно, тогда как на чемпионате мира в Штутгарте стал пятым.
В 1994 году в семиборье взял бронзу на домашнем чемпионате Европы в помещении в Париже, в десятиборье победил в командном зачёте Кубка Европы в Лионе, с личным рекордом в 8453 очка превзошёл всех соперников на чемпионате Европы в Хельсинки.
В 1995 году стартовал на чемпионате мира в Гётеборге, но вынужден был досрочно завершить выступление и не показал никакого результата.